# Aloândia
Aloândia (aparținând de Goiás GO) este un oraș în Brazilia.